# Кишере
Кишере (порт. Quixeré)  —  город и муниципалитет в Бразилии, входит в штат Сеара. Составная часть мезорегиона Жагуариби. Входит в экономико-статистический  микрорегион Байшу-Жагуариби. Население составляет 19 124 человека на 2006 год. Занимает площадь 616,825 км². Плотность населения — 31,0 чел./км².

## Статистика
- Валовой внутренний продукт на 2003 составляет 65.260.871,00 реалов (данные: Бразильский институт географии и статистики).
- Валовой внутренний продукт на душу населения на 2003 составляет 3.608,16 реалов (данные: Бразильский институт географии и статистики).
- Индекс развития человеческого потенциала на 2000 составляет 0,652 (данные: Программа развития ООН).